# 711

## Nașteri
- dată necunoscută: Malik ibn Anas  (d. 795)
- dată necunoscută: Yusuf ibn 'Abd al-Rahman al-Fihri  (d. 759)

## Decese
- Iustinian al II-lea, împărat bizantin (685-695 și 708-711), (n. 669)